# ACE (formato)
ACE é um formato proprietário de compactação de arquivos desenvolvido por Marcel Lemke, e mais tarde adquirido pela e-merge GmbH.[carece de fontes?] O seu ponto alto de popularidade deu-se em 1999-2001 quando providenciava maior compressão do que o RAR, que acabaria por se tornar mais popular.[carece de fontes?]
É suportado pelo WinAce. WinRAR dava suporte para o formato de arquivos, mas foi descontinuado por problemas de segurança. O programa original, WinAce, é considerado abandonware e uma vulnerabilidade descoberta na biblioteca usada UNACEV2.DLL tornou o uso do formato de arquivo desaconselhado.